# West College Corner
West College Corner és una població dels Estats Units a l'estat d'Indiana. Segons el cens del 2000 tenia 634 habitants.

## Demografia
Segons el cens del 2000, West College Corner tenia 634 habitants, 242 habitatges, i 164 famílies. La densitat de població era de 941,5 habitants/km².
Dels 242 habitatges en un 37,2% hi vivien nens de menys de 18 anys, en un 52,1% hi vivien parelles casades, en un 10,7% dones solteres, i en un 32,2% no eren unitats familiars. En el 28,1% dels habitatges hi vivien persones soles l'11,6% de les quals corresponia a persones de 65 anys o més que vivien soles. El nombre mitjà de persones vivint en cada habitatge era de 2,62 i el nombre mitjà de persones que vivien en cada família era de 3,25.
Per edats la població es repartia de la següent manera: un 31,7% tenia menys de 18 anys, un 7,1% entre 18 i 24, un 32,3% entre 25 i 44, un 19,6% de 45 a 60 i un 9,3% 65 anys o més.
L'edat mediana era de 32 anys. Per cada 100 dones de 18 o més anys hi havia 94,2 homes.
La renda mediana per habitatge era de 34.625 $ i la renda mediana per família de 37.083 $. Els homes tenien una renda mediana de 28.472 $ mentre que les dones 21.250 $. La renda per capita de la població era de 13.528 $. Entorn del 14% de les famílies i el 16,1% de la població estaven per davall del llindar de pobresa.

## Poblacions més properes
El següent diagrama mostra les poblacions més properes.